# نظرية غينزبورغ-لانداو

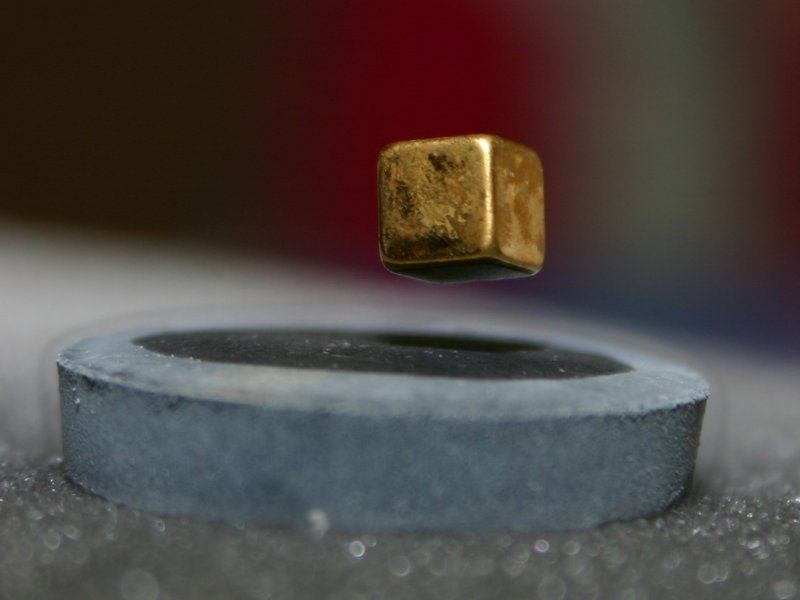
تجربة تعليق مغناطيس فوق موصل فائق للحرارة ومبرد بالنيتروجين السائل (-200 درجة مئوية).

في الفيزياء، نظرية غينزبورغ-لانداو، التي غالبًا ما تسمى نظرية لانداو-غينزبورغ، والتي سميت على اسم فيتالي غينزبورغ وليف لانداو، هي نظرية فيزيائية رياضية تستخدم لوصف الموصلية الفائقة. في شكله الأولي، تم افتراضه كنموذج ظاهري يمكن أن يصف الموصلات الفائقة من النوع الأول دون فحص خصائصها المجهرية. أحد الموصلات الفائقة من النوع GL هو أكسيد النحاس والباريوم والإتريوم (YBCO) الشهير، وبصفة عامة جميع النحاسات.
في وقت لاحق، تم اشتقاق نسخة من نظرية غينزبورغ-لانداو من نظرية باردين-كوبر-شريفر الميكروسكوبية بواسطة ليف جوركوف، مما يدل على أنها تظهر أيضًا في بعض حدود النظرية المجهرية وإعطاء تفسير مجهري لجميع معاملاتها. يمكن أيضًا إعطاء النظرية إعدادًا هندسيًا عامًا، ووضعها في سياق هندسة ريمان، حيث يمكن في كثير من الحالات تقديم حلول دقيقة. يمتد هذا الإعداد العام بعد ذلك إلى نظرية الحقل الكمومي ونظرية الأوتار، مرة أخرى بسبب قابليتها للحل، وعلاقتها الوثيقة بالأنظمة المماثلة الأخرى.